# ميشائيل رواش
ميشائيل رواش (بالإنجليزية: Michael Roach)‏ (18 نوفمبر 1988 بسانت لويس في الولايات المتحدة - ) هو لاعب كرة قدم أمريكي في مركز الهجوم. لعب مع نيو إنجلاند ريفولوشن وSt. Louis Ambush (2013) ‏ ونادي سانت لويس وSaint Louis Billikens men's soccer ‏.

## وصلات خارجية
- ميشائيل رواش على موقع الدوري الأمريكي (الإنجليزية)
- ميشائيل رواش على موقع قاعدة بيانات كرة القدم.إي يو (الإنجليزية)